# التهاب لاكروس الدماغي
التهاب لاكروس الدماغي أو التهاب الدماغ بحسب لاكروس أو التهاب الدماغ لاكروس (بالإنجليزية: La Crosse encephalitis)‏ ويُدعى اختصاراً LACV هو التهاب دماغي ناجم عن فايروس منقول عن طريق المفصليات يُسمى فايروس لاكروس، والذي ينتقل بواسطة بعوض ناقل تُسمى تريسيرياتوس الزاعجة.
يعتبر التهاب لاكروس الدماغي من الأمراض نادرة الحدوث، حيثُ عادةً ما يتم سنوياً تشخيص بين 80-100 حالة مصابة به في الولايات المتحدة.

## فيروس لاكروس
فيروس لاكروس (بالإنجليزية: La Crosse encephalitis virus)‏ ويُدعى اختصاراً LACV هو أحد أنواع الفيروسات المنقولة بواسطة المفصليات والتي تُسمى بالفيروسات البنياوية. تحدث مُعظم حالات الإصابة في الأطفال دون سن 16 عام،

## علم الوبائيات
اكتشف التهاب لاكروس الدماغي لأول مرة في عام 1956، وذلك بعد أن تمَ عزل الفيروس من أنسجة مُخزنة لدماغ وحبل شوكي لِطفل تُوفي عام 1960 بسبب عدوى مجهولة في مدينة لاكروس في ويسكونسن. يحدث التهاب لاكروس الدماغي بشكل أساسي في فترة أواخر الربيع وبدايات الخريف، ومن النادر حدوثها في فصل الشتاء في المناطق شبه الاستوائية.
وفقاً لمركز السيطرة على الأمراض فإنه بين عام 2004-2013 تم تشخيص 787 مصابة بالتهاب لاكروس الدماغي مع وجود 11 حالة وفاة في الولايات المتحدة.

## الأعراض
تظهر أعراض التهاب لاكروس الدماغي بعد حوالي 5-15 يوم من لدغة البعوضة، وتشمل الأعراض: غثيان وَصداع وَتقيؤ وَنوبة وَغيبوبة وَشلل وَتلف دائم في الدماغ في الحالات الشديدة.
يبدأ ظهور التهاب لاكروس الدماغي كمرض صيفي غير مُحدد مع وجود حُمى وصداع وغثيان وقيء وخمول، وتحدث الحالات الشديدة من الالتهاب بين الأطفال الذين تقل أعمارهم عن 16 سنة حيثُ تتميز بنوبات شديدة وغيبوبة وشلل، بالإضافة إلى حدوث مجموعة مختلفة من الآثار العصبية بعد الشفاء من المرض. يحدث الموت بسبب التهاب لاكروس الدماغي في أقل من 1% من الحالات المُصابة.
في عدد كبير من المرافق الطبية يتم فحص حالات الأطفال المصابين بالالتهاب بحثاً عن اضطرابات في الجهاز العصبي المركزي، وبسبب عدم وجود علاج محدد للالتهاب عادة ما يتم تشخيصه على أنه التهاب سحايا عقيم أو التهاب دماغي فيروسي مجهول السبب.
كما هوَ الحال في العديد من حالات العدوى الأشخاص الصغار في السن وَالكبار والأشخاص المصابين بنقص في المناعة هم أكثر عرضة لتطوير أعراض حادة وخطيرة للمرض.

## الوقاية
لا يُوجد لقاح أو دواء للوقاية من الإصابة بالتهاب لاكروس الدماغي، ولكن على الأفراد تجنب التعرض للدغات البعوض ناقل العدوى، وبالتالي تجنب الإصابة بالمرض.
لتجنب التعرض للدغات البعوض الناقل للمرض يُمكن استخدام طاردات الحشرات مِثل إيكاريدين وَالديت، مع العلم أنَّ بعوضة تريسيرياتوس الزاعجة تنشط بشكل كبير خلال النهار، ومن التدابير الوقائية أيضاً ارتداء الملابس ذات الأكمام الطويلة والسراويل والجوارب أثناء الخروج في الهواء الطلق، كما أنَّه يجب إزالة المياه الراكدة في إطارات السيارات القديمة والأحواض وأواني الأزهار والبراميل وغيرها، ويجب التأكد من إغلاق النوافذ بشكل جيد منعاً لدخول البعوض إلى داخل المنزل، مع العلم أنَّ بعوضة تريسيرياتوس الزاعجة تُفضل ثقوب الأشجار لوضع البيض فيها.

## العلاج
حالياً لا يُوجد علاج محدد لالتهاب لاكروس الدماغي، ويهدف العلاج إلى التخفيف من الأعراض وتحقيق توازن في مستوى سوائل الجسم وَالكهرل. عند إعطاء حقنة ريبافيرين في الوريد في المختبر تكون فعالة ضد فيروس التهاب لاكروس الدماغي، وتجري حالياً العديد من الدراسات على المرضى المُصابين بالمرض عن طريق أخذ خزعة دماغية ودراستها.
أُجريت تجربة علاجية على 15 طفل مصابين بالتهاب لاكروس الدماغي حيثُ تم علاجهم في مراحل مختلفة من المرض بواسطة ريبافيرين، حيثُ تكون جرعات الريبافيرين آمنة ضمن الحقن المُعتدلة، ولكن عند زيادة الجرعة ظهرت بعض الآثار الجانبية وبالتالي تم إيقاف التجربة العلاجية، وبالرغم من ذلك تعتبر هذه التجربة العلاجية أكبر تجربة لعلاج التهاب لاكروس الدماغي بواسطة مضادات الفيروسات.

## الحالات المرتبطة
هُناك بعض الحالات المُشابهة لالتهاب لاكروس الدماغي، وهي الأمراض التي تُنقل بواسطة نفس البعوض، وتَشمل: التهاب الدماغ الخَيلي الشرقي والغَربي، وَالتهاب الدماغ الياباني وَالتهاب دماغ القديس لويس وَفيروس غرب النيل.